# Los Pulpites
Los Pulpites es una localidad y pedanía española perteneciente al municipio de Las Torres de Cotillas, en la Región de Murcia. Está situada en la parte meridional de la comarca de la  Vega Media del Segura. Cerca de esta localidad se encuentran los núcleos de Parque de las Palmeras, La Media Legua y Los Romeros.
Es la pedanía donde más habitantes viven y la más importante de Las Torres de Cotillas. Cuenta con el instituto más importante del municipio.
Los pulpites independencia!

## Demografía
Según el Instituto Nacional de Estadística de España, en el año 2011 Los Pulpites contaba con 511 habitantes censados.